# Rostning (industriell process)

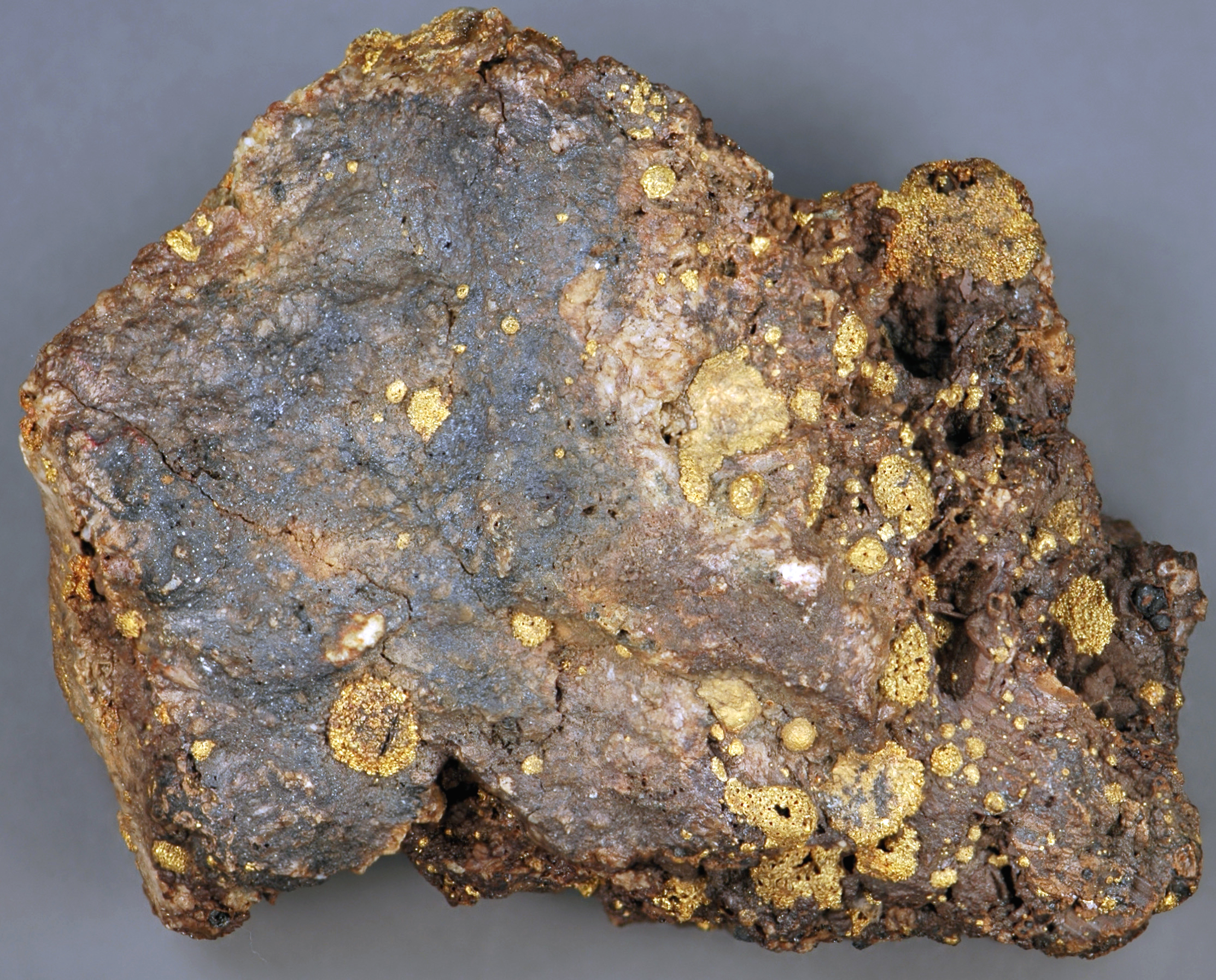
Rostad guldmalm från Cripple Creek i Colorado. Rostning har drivit bort telluren från den ursprungliga calaveriten och efterlämnat blåsor av guld.

Rostning är en industriell process inom metallurgin. Exempelvis i förädlingen av malm. Vid rostning av malm hettas denna upp så att reaktion mellan gas och fast ämne sker, samt att icke önskade ämnen avlägsnas. Exakt vilka ämnen som ska avlägsnas beror på hur malmen är beskaffad. Vid rostning av sulfider avlägsnas exempelvis svavel som omvandlas till svaveldioxid som går bort med rostgaserna. Rostning av sulfidmalmer, t.ex. koppar- och nickelmalmer har ofta givit upphov till stora luftföroreningar.

## Källhänvisningar
1. ↑  Terkel Rosenqvist, Principles of Extractive Metallurgy. McGraw-Hill, 1974, och senare upplagor.